# ديلان ديه فاونتن
ديلان ديه فاونتن (بالإنجليزية: Dylan des Fountain)‏ هو لاعب اتحاد الرغبي جنوب أفريقي، ولد في 7 يونيو 1985 في كيب تاون في جنوب أفريقيا.

## وصلات خارجية
- ديلان ديه فاونتن عل موقع إسبنسكروم (الإنجليزية)
- ديلان ديه فاونتن على موقع ItsRugby.co.uk (الإنجليزية)